# Bagrationovskaja
Bagrationovskaja in russo Багратио́новская? è una stazione della Metropolitana di Mosca, situata sulla Linea Filëvskaja. È stata disegnata da Robert Pogrebnoy e Cheremin ed ha aperto nel 1961, insieme alle altre stazioni dell'estensione occidentale del ramo Filëvsky; questa stazione, diversamente dalle altre tre che provengono dal centro, ha un design innovativo più funzionale.
La stazione si trova all'intersezione della linea metropolitana con via Barklaja, che attraversa la banchina per mezzo di un sovrappasso. Gli ingressi sono situati al livello superiore, sopra le banchine. Alcune tettoie (sostenute da pilastri in marmo bianco) provvedono al riparo per i viaggiatori in attesa, ma la costante esposizione delle infrastrutture agli agenti atmosferici ha portato la stazione in una situazione di cattive condizioni. È attualmente in progetto il rinnovamento degli ambienti.
Attualmente la stazione è una delle più affollate della linea, a causa del vicino centro commerciale Gorbushka.